# CLASSIC (MUCCの曲)
「CLASSIC」（クラシック）は、MUCCの楽曲で、35枚目のシングル。2016年9月14日、ソニー・ミュージックアソシエイテッドレコーズから発売された。

## 概要
- 「ハイデ」以来約3か月ぶりのCDシングル。表題曲はテレビアニメ『七つの大罪 聖戦の予兆』オープニングテーマ。2014年の「故に、摩天楼」以来となるアニメタイアップ作。
- 前作に引き続きL'Arc〜en〜CielのKenプロデュース作品。
- 初回限定盤のDVDには「CLASSIC」のPVと、各メンバーのパートの音量を上げたミックスの「KILLEЯ」のライブ映像が収録されている。

## 収録曲

### 初回生産限定盤
1. CLASSIC
作詞：逹瑯、YUKKE 作曲：YUKKE
  - YUKKE曰く「アニメのテーマソングとかで使ってもらえるといいな」と思って作った。ダンスミュージック的な構成の曲を生音で演奏している。[1]ツアー「MUCC TOUR 2016 GO TO 20TH ANNIVERSARY 孵化 -哀ア痛葬是朽鵬6極志球業シ終T-」で先行披露されていた。
2. トリガー
作詞・作曲：ミヤ
  - ツアー「MUCC TOUR 2016 GO TO 20TH ANNIVERSARY 孵化 -哀ア痛葬是朽鵬6極志球業シ終T-」で先行披露されていた。
3. ハイデ -TeddyLoid Remix-
4. CLASSIC -Original Karaoke-

### DVD
KILLEЯ from 孵化
1. Tatsuro KILLEЯ (Tatsuro angle view original mix)
2. Tatsuro KILLEЯ (Tatsuro angle view 迫り来る逹瑯 mix)
3. Miya KILLEЯ (Miya angle view original mix)
4. Miya KILLEЯ (Miya angle view 迫り来るミヤ mix)
5. YUKKE KILLEЯ (YUKKE angle view original mix)
6. YUKKE KILLEЯ (YUKKE angle view 迫り来るYUKKE mix)
7. SATOchi KILLEЯ (SATOchi angle view original mix)
8. SATOchi KILLEЯ (SATOchi angle view 迫り来るSATOち mix)

### 通常盤
1. CLASSIC
2. YESTERDAY ONCE MORE
作詞：逹瑯/作曲：ミヤ
3. ハイデ -TeddyLoid Remix-
4. CLASSIC TV EDIT
5. CLASSIC TV EDIT -Original Karaoke-

## カバー
CLASSIC
- FLOW - 2017年11月22日発売の『TRIBUTE OF MUCC -縁[en]-』に収録。